# Olhão (freguesia)
Olhão is een plaats (freguesia) in de Portugese gemeente Olhão en telt 14.749 inwoners (2001). Olhão is een belangrijke vissershaven in de Algarve. De plaatselijke voetbalclub, SC Olhanense, kwam 2009 en 2014 uit op het hoogste niveau van Portugal, de Primeira Liga.

## Afbeeldingen

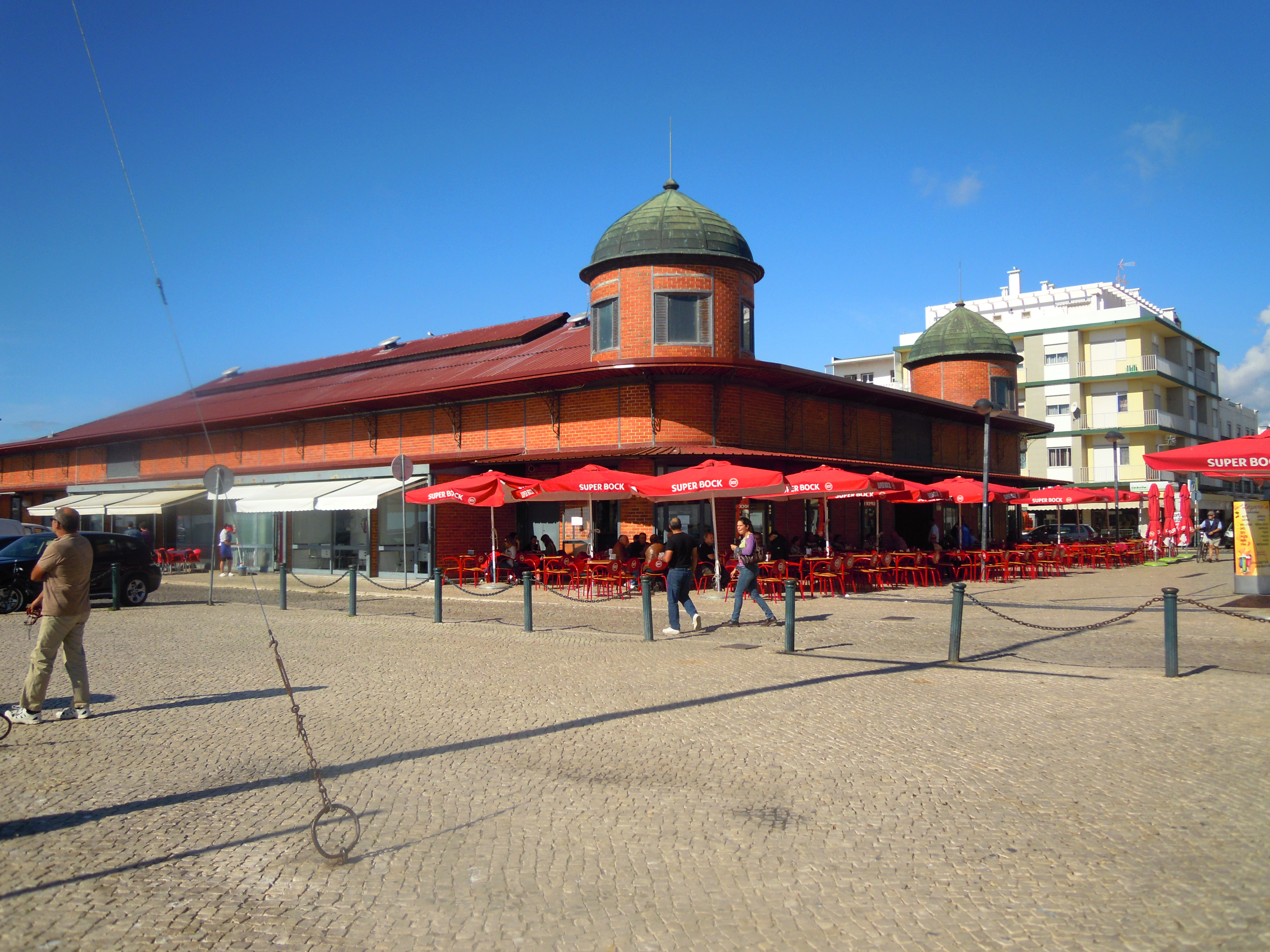
Vis- en groentemarkt
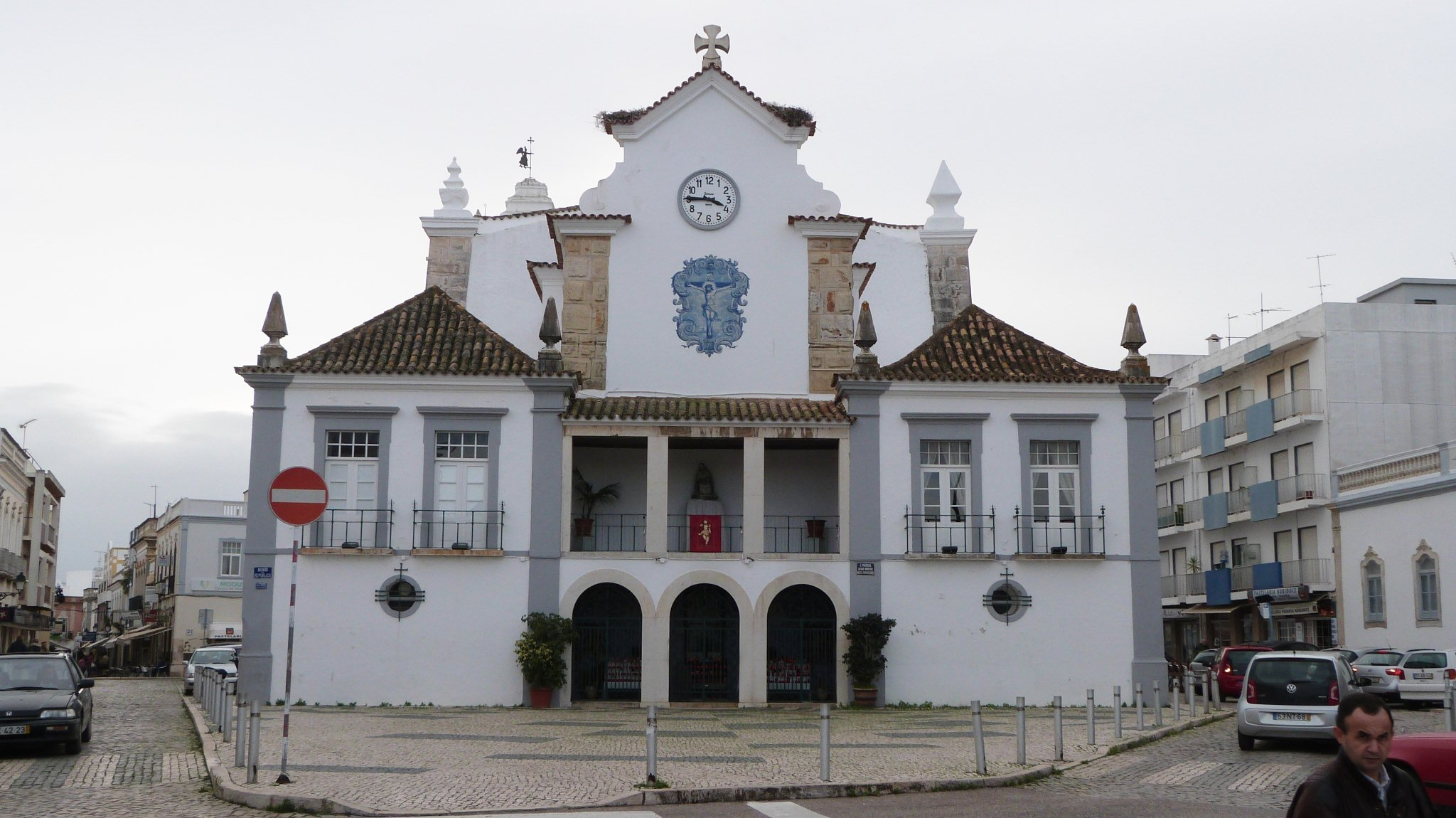
Igreja Matriz de Nossa Senhora do Rosário
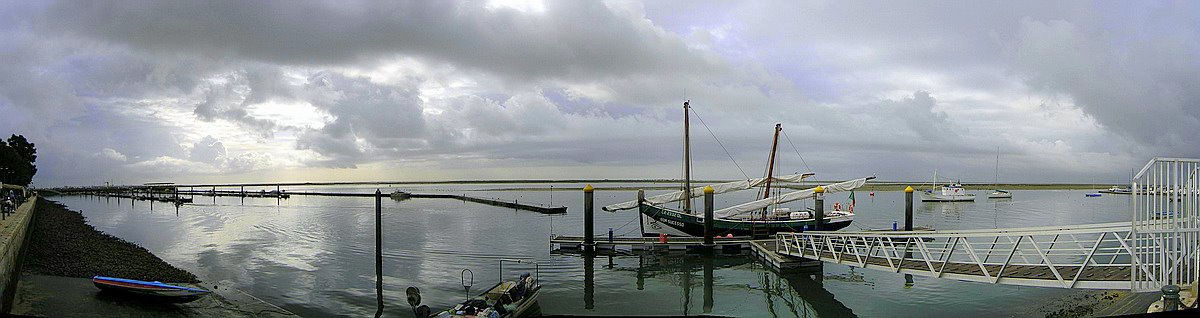
Haven